# Hjärtflimmer
Hjärtflimmer är en arytmi som kännetecknas av snabb hjärtfrekvens och oregelbundna hjärtslag. Flimret kan ske i förmaken (förmaksflimmer) eller i kamrarna (kammarflimmer).
En normal hjärtfrekvens ligger vanligtvis på mellan 60 och 100 slag i minuten. Vid hjärtflimmer kan antalet hjärtslag per minut öka till betydligt fler än 100 slag i minuten. De problem som kan uppstå till följd av hjärtflimmer inbegriper andnöd, yrsel och trötthetssymptom. Ett annat möjligt symptom på tillståndet är palpitation. Ibland ger tillståndet dock inte upphov till några som helst symptom, vilket gör att den person som är drabbad är helt omedveten om att hjärtfrekvensen är oregelbunden.